# Peter Yates
Pour les articles homonymes, voir Yates.
Peter Yates, né le 24 juillet 1929 à Aldershot et mort le 9 janvier 2011 à Londres, est un réalisateur britannique.

## Biographie
Peter Yates débute à la télévision anglaise en dirigeant certains épisodes de la série Le Saint ou de Destination Danger. Il est aussi assistant réalisateur, notamment de Tony Richardson pour le film Un Goût de miel et de J. Lee Thompson pour Les Canons de Navarone. En 1963, Peter Yates dirige son premier long métrage Summer Holiday, une comédie musicale mettant en vedette le chanteur britannique Cliff Richard, qui est alors au sommet de sa popularité. 
En 1967, il réalise Trois Milliards d'un coup, un film policier fortement inspiré du vol du train postal Glasgow-Londres. L'œuvre, qui contient des scènes d'action spectaculaires, attire l'attention de l'acteur Steve McQueen, qui l'engage pour réaliser le film Bullitt, qui est le premier film que Yates tourne aux États-Unis. C'est à Peter Yates que l'on doit la célèbre poursuite en voitures dans les rues de San Francisco. À sa sortie, en 1968, Bullitt rencontre un grand succès et a une influence certaine.   
Au cours de sa carrière, Peter Yates a beaucoup œuvré dans le film policier : outre Trois Milliards d'un coup et Bullitt, il réalise aussi Les Quatre Malfrats, une autre histoire de cambriolage, cette fois-ci tirée d'un roman de Donald E. Westlake et mettant en vedette Robert Redford, L'Œil du témoin avec Sigourney Weaver dans le rôle d'une reporter de télévision, Suspect dangereux avec Cher, Une femme en péril avec Kelly McGillis et Jeff Daniels.
Peter Yates a également abordé le film d'aventures avec La Guerre de Murphy et Les Grands Fonds ainsi que le drame sentimental avec John et Mary, un film avec Dustin Hoffman et Mia Farrow qu'il réalise tout de suite après Bullitt. Peter Yates a même touché à l'heroic fantasy avec Krull. En 1979, il produit et dirige La Bande des quatre, une comédie dramatique à petit budget centrée sur un adolescent féru de vélo. Le film récolte cinq nominations aux Oscars, dont celles du meilleur film et du meilleur réalisateur. Quatre ans plus tard, Yates réalise le film L'Habilleur, adaptation de la célèbre pièce de Ronald Harwood mettant en vedette Tom Courtenay et Albert Finney. À nouveau, le film est en lice pour cinq Oscars dont, une fois encore, ceux du meilleur film et du meilleur réalisateur.

## Filmographie

### Cinéma
- 1964 : One Way Pendulum
- 1967 : Trois Milliards d'un coup (Robbery)
- 1968 : Bullitt
- 1969 : John et Mary (John and Mary)
- 1971 : La Guerre de Murphy (Murphy's War)
- 1972 : Les Quatre Malfrats (The Hot Rock)
- 1973 : Les Copains d'Eddie Coyle (The Friends of Eddie Coyle)
- 1974 : Ma femme est dingue (For Pete's Sake)
- 1976 : Ambulances tous risques (Mother, Jugs and Speed)
- 1977 : Les Grands Fonds (The Deep)
- 1979 : La Bande des quatre (Breaking Away)
- 1981 : L'Œil du témoin (Eyewitness)
- 1983 : L'Habilleur (The Dresser)
- 1984 : Krull
- 1985 : Eleni
- 1987 : Suspect dangereux (Suspect)
- 1988 : Une femme en péril  (The House on Carroll Street)
- 1989 : Délit d'innocence (An Innocent Man)
- 1992 : Year of the Comet
- 1995 : Un ménage explosif (Roommates)

### Télévision
- 2000 : Don Quichotte
- 2004 : A Separate Peace